# Jakow Mielnikow
Jakow Fiodorowicz Mielnikow (ros. Яков Фёдорович Мельников; ur. 13 stycznia 1896 w Moskwie – zm. 12 lipca 1960 tamże) – rosyjski łyżwiarz szybki reprezentujący ZSRR, brązowy medalista mistrzostw świata.

## Kariera
Największy sukces w karierze Jakow Mielnikow osiągnął w 1923 roku, kiedy wywalczył brązowy medal podczas mistrzostw świata w wieloboju w Sztokholmie. W zawodach tych wyprzedzili go jedynie Clas Thunberg z Finlandii oraz Norweg Harald Strøm. Wygrał tam bieg na 5000 m, był trzeci na 10 000 m, czwarty na 500 m i szósty na 1500 m. Był to jedyny medal wywalczony przez Mielnikowa na międzynarodowej imprezie tej rangi. W tym samym roku był też czwarty mistrzostwach Europy w Hamar, gdzie walkę o medal przegrał z Roaldem Larsenem z Norwegii. Jego najlepszym wynikiem było tam trzecie miejsce w biegu na 1500 m. Na pozostałych dystansach był czwarty na 10 000 m i piąty na 500 i 5000 m. Nigdy nie wystąpił na igrzyskach olimpijskich.
W latach 1915—1919, 1922, 1924, 1927, 1928 i 1933—1935 zdobywał mistrzostwo kraju w wieloboju.